# Ionolyce kondulana
Ionolyce kondulana är en fjärilsart som beskrevs av Evans 1932. Ionolyce kondulana ingår i släktet Ionolyce och familjen juvelvingar. Inga underarter finns listade i Catalogue of Life.